# ヴリトラ

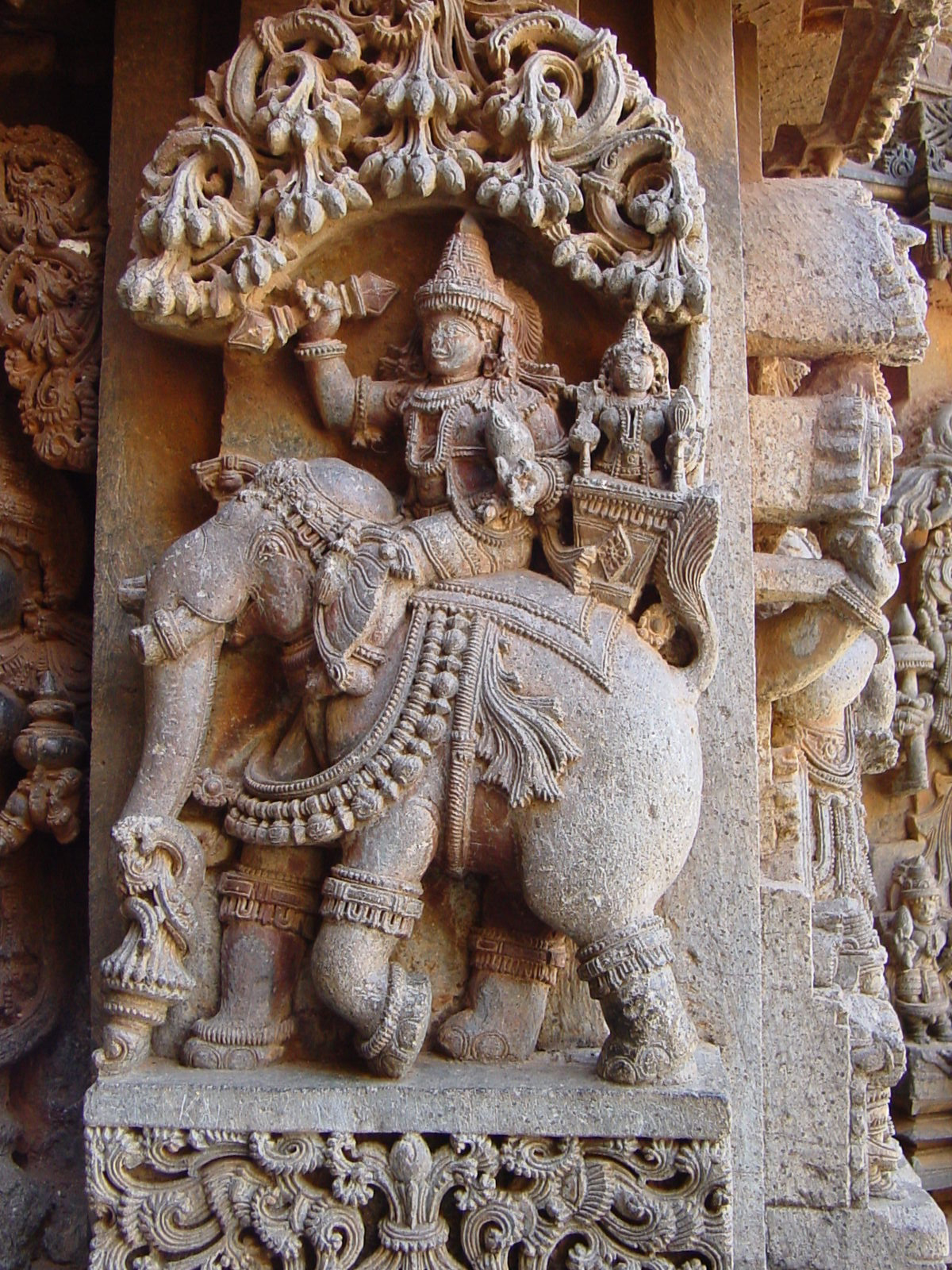
ヴァジュラを手にしたインドラ神の彫像。ヴリトラとインドラは敵対関係にある

ヴリトラ（梵: वृत्र, Vṛtra）は、『リグ・ヴェーダ』などで伝えられるインド神話の巨大な蛇（アヒ）の怪物。その名は「障害」「遮蔽物」「囲うもの」を意味し、「天地を覆い隠すもの」とも呼ばれる。『マハーバーラタ』においては、別名にアスラなどがある。その姿は蛇のほか、雲や蜘蛛だとも描写される。
水を閉じ込めて旱魃を起こすとされている。インドラ神とは敵対関係にあり、インドラに殺されることとなる。

## 『リグ・ヴェーダ』
『リグ・ヴェーダ』においては、ヴリトラは「足なく手なき」「肩なき（怪物）」「蛇族の初生児」とされている。ヴリトラはその巨大な体で水を塞き止めて山の洞窟に閉じ込めていた。インドラは、工匠トヴァシュトリが作った武器・金剛杵（ヴァジュラ）を用いてヴリトラを殺害した。ヴリトラがインドラに倒されると、水が解放されて、雌牛の咆吼のような音を立てながら海へと流れていったという（あるいは、「雲の牛群」とも表現される雨が解放される）。
この功績により、インドラはヴリトラハン（ヴリトラ殺し）の異名を得た。その一方で、『リグ・ヴェーダ』の伝えるところでは、インドラは勝利したにもかかわらず強い怖れにとらわれたという。
『リグ・ヴェーダ』（I・33・4）では、ヴリトラに対するインドラの勝利によって、神が天や太陽を作り出したとされている。また、同じく『リグ・ヴェーダ』の他の箇所（X・113・4-6）では、インドラは誕生するとすぐに天空を定め、水を闇に幽閉していたヴリトラの体をヴァジュラをもって割いたとされている。

## 叙事詩・プラーナ文献

### 『マハーバーラタ』
叙事詩『マハーバーラタ』ではヴリトラはトヴァシュトリによって作り出され、ここでもインドラに殺されている。
ヴリトラとインドラは戦闘の後、ヴィシュヌ神の仲介により和平条約を結んだ。この時ヴリトラは「木、岩、武器、乾いた物、湿った物、ヴァジュラのいずれによっても傷つかず、インドラは昼も夜も自分を殺すことができない」という条件を勝ち取った。その後ヴリトラが、昼でも夜でもない明け方または黄昏時に海岸にいたところ、インドラが木、岩、乾いた物、湿った物のいずれでもない海の泡を用いて攻撃してきた。泡にはヴィシュヌが入り込んでおり、この泡によってヴリトラは殺された。この物語における「明け方に泡で殺害する」というモチーフは、『タイッティリーヤ・ブラーフマナ』や『シャタパタ・ブラーフマナ』においてインドラがアスラのナムチを同様の状況で殺害する物語が元になっていると考えられている。
『マハーバーラタ』では他に、ヴリトラとインドラとの戦闘が長引く中、ヴリトラがその口を大きく開けたとき、インドラが口の中をヴァジュラで刺し貫いて殺害したともされている。
別の箇所では、ヴリトラ・アスラが率いる悪魔たちの猛攻撃によってインドラ側が劣勢となる。神々はヴィシュヌの助言に従い、聖仙・ダディーチャから体内の骨を貰い受ける。インドラはこの骨とヴァジュラをもってヴリトラを殺すことができた。

### プラーナ文献
プラーナ文献では、ヴリトラの出生について異なる2つの経緯が語られている。『パドマ・プラーナ』によれば、二人の子供をそれぞれヴィシュヌとインドラに殺されたカシュヤパが、インドラに対抗できる生き物を授かるために儀式を行い、その結果、炎の中から誕生したのがヴリトラであるという。その外観は、黄色い目と黒い肌をした巨人であった。また、『デーヴィー・バーガヴァタ』によれば、トヴァシュトリには3つの頭を持つ息子トリシラス（別名ヴィシュヴァルーパ）がいたがインドラに殺されたことから、インドラに復讐をするために祭祀を行って呪文を唱え、炎からヴリトラを生み出したという。その外観は男の鬼神であった。
『パドマ・プラーナ』の語るところでは、インドラはヴリトラを恐れ、自分の地位の半分を譲るという条件を提示して彼と講和した。しかしインドラは、ヴリトラに美女ラムバーを差し向けて誘惑し、バラモンでもあったヴリトラがスラー酒を飲むように仕向けた。飲酒後に意識を失ったヴリトラをインドラは殺した。彼はヴリトラハンの別名を得ると同時に、バラモンを殺した罪を負うこととなった。

## 神話の解釈
ヴリトラとインドラの戦いは、古い時代の新年祭において世界の再生を象徴する儀礼を構成していたとも考えられている。また、自然現象を神格化したものとも考えられている。つまり乾燥した夏の象徴がヴリトラであり、それを倒すインドラは雷と雨期の象徴である。
ヴリトラは山に水を閉じ込めて旱魃を引き起こす。山とは雲のことであり、ヴリトラを破って水を解放するインドラは雷雨を象徴していると解釈されている。ほか、ヴリトラとは冬の巨人であって、太陽神であるインドラが冬の力に打ち勝つとも解釈されている。水を凍らせて捕らえている冬の寒気を太陽が打ち破る、すなわちヒマラヤ山脈の積雪が太陽光で溶かされることで、冬期間は涸れていた河川に水が溢れるのだという。